# Бањо (Златна обала)
Бањо (фр. Bagnot) насеље је и општина у источном делу централне Француске у региону Бургундија-Франш-Конте, у департману Златна обала која припада префектури Бон.
По подацима из 2011. године у општини је живело 139 становника, а густина насељености је износила 11,06 становника/km². Општина се простире на површини од 12,57 km². Налази се на средњој надморској висини од 197 метара (максималној 216 m, а минималној 189 m).

## Демографија
| 1962. | 1968. | 1975. | 1982. | 1990. | 1999. | 2011. |
| ----- | ----- | ----- | ----- | ----- | ----- | ----- |
| 120   | 120   | 118   | 147   | 133   | 124   | 139   |

График промене броја становника у току последњих година